# Julian Radoniewicz
Julian Jan Radoniewicz (ur. 8 października 1895 w Żmigrodzie Nowym, zm. 1940 w Kalininie) – kapitan piechoty Wojska Polskiego i nadkomisarz Policji Państwowej, ofiara zbrodni katyńskiej.

## Życiorys
Julian Jan Radoniewicz urodził się 8 października 1895 roku w Żmigrodzie Nowym, w rodzinie Jakuba i Marii z Majchów. Od 5 września 1914 roku żołnierz Legionów Polskich, służył w 2 Pułku Piechoty Legionów. Latem 1917 roku, po kryzysie przysięgowym wstąpił do Polskiego Korpusu Posiłkowego. Służył w kolumnie sanitarnej. W 1918 roku był internowany w Huszt, Szeklence i Marmarosz Sziget.
Od 11 listopada 1918 roku do 31 lipca 1936 roku w Wojsku Polskim. W 1922 roku został zweryfikowany w stopniu porucznika ze starszeństwem z dniem 1 czerwca 1919 roku i 20. lokatą w korpusie oficerów rezerwowych administracji, w dziale sanitarnym. Jako oficer rezerwy został zatrzymany w służbie czynnej, w 10 batalionie sanitarnym w Przemyślu. 23 sierpnia 1924 roku został przemianowany z dniem 1 lipca 1924 roku na oficera zawodowego w stopniu porucznika ze starszeństwem z dniem 1 lipca 1919 roku i 3. lokatą w korpusie oficerów administracji, w dziale sanitarnym. W dalszym ciągu pełnił służbę w 10 batalionie sanitarnym w Przemyślu. Następnie został przeniesiony z korpusu oficerów administracji do korpusu oficerów piechoty, w stopniu porucznika ze starszeństwem z dniem 1 lipca 1919 roku, i przydzielony do 22 pułku piechoty w Siedlcach.
W maju 1926 roku wziął udział w zamachu stanu po stronie Józefa Piłsudskiego i został ranny. 27 stycznia 1930 roku awansował na kapitana ze starszeństwem z dniem 1 stycznia 1930 roku i 132. lokatą w korpusie oficerów piechoty. Później został przeniesiony do Korpusu Ochrony Pogranicza i przydzielony do batalionu KOP „Wołożyn”. W latach 1934–1935 pełnił służbę w batalionie KOP „Podświle” na stanowisku dowódcy kompanii karabinów maszynowych.
W 1935 roku odkomenderowany do Komendy Głównej Policji. Po ukończeniu specjalnego kursu dla oficerów WP w Szkole Oficerów Policji Państwowej w Warszawie, w 1936 roku objął funkcję Komendanta Powiatowego Policji w Ostrowi Mazowieckiej, gdzie pełnił służbę do 1939 roku. Od 3 lutego 1939 roku do września 1939 roku Komendant Powiatowy Policji w Lublinie.
13 września 1939 roku, po wybuchu II wojny światowej, ewakuował się wraz z Komendą Powiatową Policji do Tarnopola. 17 września 1939 roku, po agresji ZSRR na Polskę, dostał się do niewoli radzieckiej koło Łucka i został uwięziony w specjalnym obozie NKWD w Ostaszkowie. Zamordowany przez NKWD wiosną 1940 w Kalininie (obecny Twer) roku jako jedna z ofiar zbrodni katyńskiej.
4 października 2007 roku Julian Radoniewicz został pośmiertnie awansowany na stopień podinspektora Policji Państwowej. 
9 kwietnia 2010 roku w Olsztynie uroczyście posadzono poświęcony mu Dąb Pamięci i odsłonięto okolicznościowy obelisk.

## Ordery i odznaczenia
- Krzyż Niepodległości (9 listopada 1931)[12]
- Krzyż Walecznych (dwukrotnie)
- Złoty Krzyż Zasługi
- Srebrny Krzyż Zasługi (10 listopada 1928)[13]
- Medal Pamiątkowy za Wojnę 1918–1921
- Srebrny Medal za Długoletnią Służbę
- Brązowy Medal za Długoletnią Służbę